# Steinhardt (Bad Sobernheim)
Steinhardt ist ein Stadtteil von Bad Sobernheim im Landkreis Bad Kreuznach in Rheinland-Pfalz.

## Lage
Der Ort liegt etwa vier Kilometer nordöstlich von Bad Sobernheim. Nachbarorte sind Bockenau, Oberstreit und  Waldböckelheim.

## Geschichte
Die älteste Erwähnung des Ortsnamens findet sich in einer Urkunde des Papstes Eugen III. vom 18. Februar 1148, in der die Besitzungen und Vorrechte des Klosters Disibodenberg in „Steinhart“ aufgeführt sind. Im Jahr 1316 wird ein Disibodenberger Hof erwähnt, ein weiter gehörte dem Kloster Marienpfort (Waldböckelheim). Sie lagen auf der Grenze zwischen Waldböckelheim und Sobernheim, welche durch die von Süd nach Nord führende Straße (heute Kreisstraße 21) gebildet wurde. Nach einem Weistum von Waldböckelheim hatten sie Teil an den Rechten und Pflichten der Gemeinde.
Gegen Ende des 18. Jahrhunderts diente Steinhardt den Räubern Peter Petri (Schwarzer Peter) und Johannes Bückler (Schinderhannes) zeitweise als Unterschlupf. Am 27. März 1800 beging hier Schinderhannes einen bewaffneten Raubüberfall auf den jüdischen Kaufmann Samuel Elly mit Todesfolge.
Am 1. Januar 1969 wurde Steinhardt mit 121 Einwohnern aus der Gemeinde Waldböckelheim nach Sobernheim umgemeindet.